# Eudocima felicia
Eudocima felicia là một loài bướm đêm trong họ Erebidae.